# Taurus (Hersteller)
Taurus ist ein brasilianischer Konzern mit Sitz in São Leopoldo bei Porto Alegre. Bekannte Bereiche des Unternehmens sind:
Taurus Armas (Waffen), Taurus Forjados (Stahlverarbeitung), Taurus Capacetes (Schutzhelme), Taurus Wotan (Maschinenbau), Taurusplast (Kunststofffertigung), Taurus International (Waffensparte USA), Famastil (Werkzeuge, Gartengeräte). Ursprünglich ein Werkzeughersteller, produziert die Firma heute Feuerwaffen, Metallteile, Schutzwesten, Helme und andere Produkte.

## Geschichte
Das Unternehmen wurde 1939 gegründet. 1941 wurde der erste Revolver, das Modell 38101SO, hergestellt. Seit 1968 exportiert Taurus Revolver in die Vereinigten Staaten. In den 1970er-Jahren erwarb Smith and Wesson 54 Prozent der Firma, was einen Technologietransfer von Smith and Wesson zu Taurus ermöglichte. Ein Großteil des Designs der Smith-and-Wesson-Revolver wurde auf Taurus-Revolver übertragen (Bsp.: Modell 66).
1974 gewann der italienische Waffenhersteller Beretta einen Auftrag für die brasilianische Armee. Er errichtete in São Paulo ein Werk für die Herstellung der Beretta 92. Nach Erfüllung des Auftrags verkaufte Beretta das Werk 1980 an Forjas Taurus, die dort seitdem die PT92 und deren Weiterentwicklung PT99 herstellte.
Um den US-Markt besser erreichen zu können, gründete Taurus 1984 (oder 82) die Tochterfirma Taurus USA in Miami.
Anfang der 1990er Jahre exportierte Taurus 230.000 Pistolen pro Jahr in die USA.
2015 übernahm der Manager Marco Aurélio Salvany das Unternehmen. Er schloss zwei Werke und konzentrierte die Produktion in São Leopoldo. Außerdem wurden viele neue Waffenmodelle eingeführt, um den amerikanischen Waffenkäufer zu erreichen.

## Produkte
Den Schwerpunkt der Tätigkeit des Unternehmens bildet die Herstellung von Pistolen mit Stahlrahmen und Polymergehäusen, die Fertigung einer großen Bandbreite von Revolvern vom Kaliber .22 lfB bis hin zu Revolvern der Supermagnum-Klasse wie dem Taurus Raging Bull im Kaliber .454 Casull. Speziell für Polizei und Militär, schwerpunktmäßig in Brasilien, werden auch Gewehre und Maschinenpistolen gefertigt.
Die Firma gibt eine lebenslange Garantie auf alle hergestellten Feuerwaffen. Seit einigen Jahren wird jeder Revolver mit einem Absperrmechanismus ausgeliefert, der es erlaubt, die Waffe vollständig zu blockieren.

### Pistolen
- PT 92
- PT 24/7
- Taurus Millennium

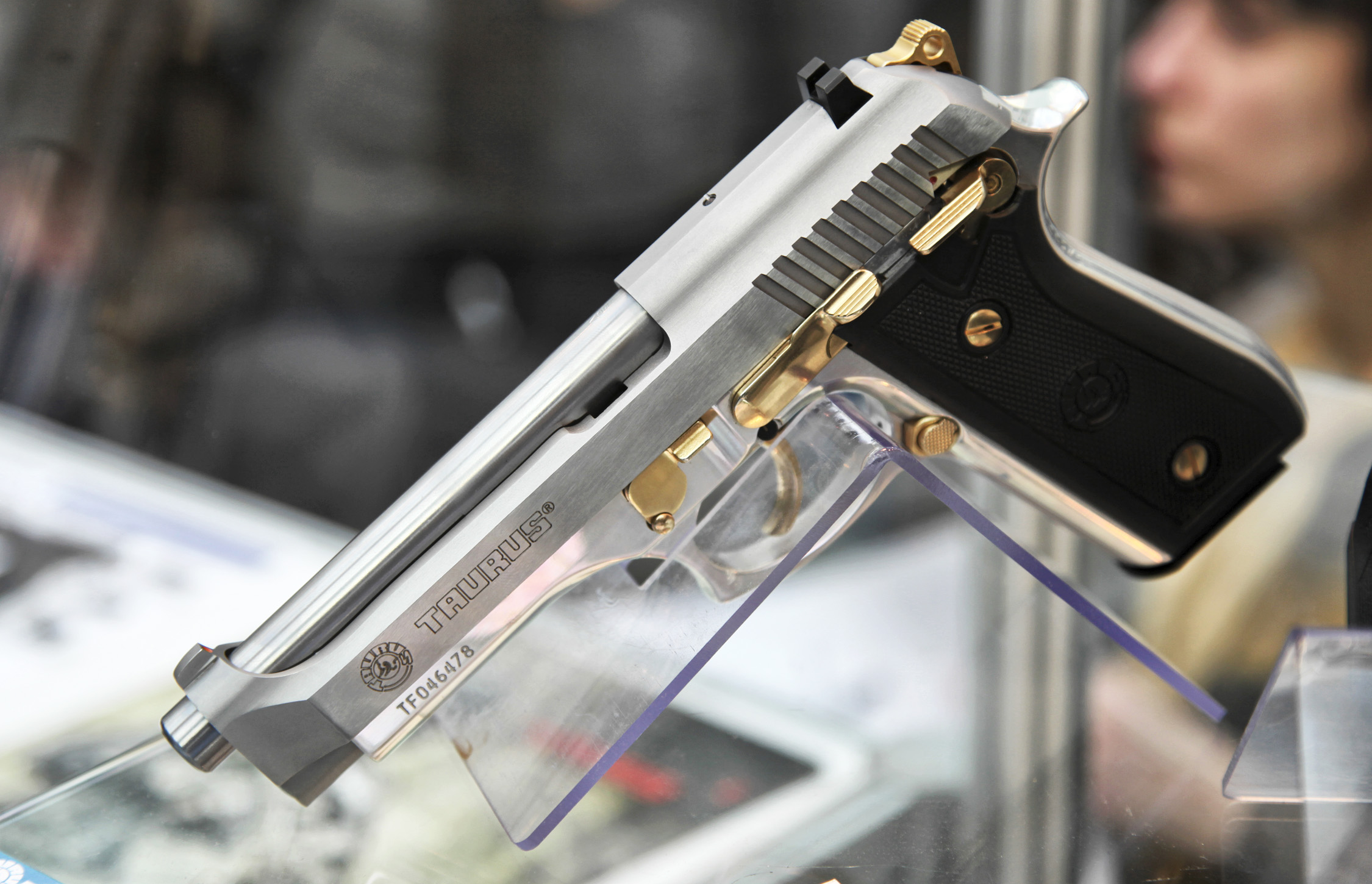
Taurus PT92

- PT 1911; basierend auf dem Colt 1911, entweder in .45 ACP oder 9 × 19 mm
- PT 22 .22 lfB
- PT 25 Taschenpistole in .25 ACP
- PT 909 (PT 917 CS, PT 945)
- PT 320 ATP .40

### Revolver
- Raging Bull, Kaliber .44 Magnum, 6-schüssig /.454 Casull, 5-schüssig (Waffen in anderen Kalibern, etwa .500 S&W oder .30 Carbine werden aktuell nicht mehr produziert)[15]
- Raging Judge .45 Colt / .454 Casull / .410 bore, 6-schüssig
- Model 17, Kaliber .17 HMR, 7-schüssig
- Model 44 'Tracker', Kaliber .44 Magnum, 6-schüssig
- Model 4510 Taurus Judge, Kaliber .45 Colt / .410 bore, 5-schüssig
- Model 605, Kaliber .357 Magnum, 5-schüssig
- Taurus Model 608 .357 Magnum, 8-schüssig
- Model 617, Kaliber .357 Magnum 7-schüssig
- Model 627, Kaliber .357 Magnum, 7-schüssig
- Model 65, Kaliber .357 Magnum, 6-schüssig
- Model 651, Kaliber .357 Magnum, 5-schüssig (mit verdecktem Hahn, basierend auf dem S&W Bodyguard).
- Model 66, Kaliber .357 Magnum, 7-schüssig
- Model 689 Euro Champion, Kaliber .357 Magnum, 6-schüssig
- Model 82, Kaliber .38 Special, 6-schüssig
- Model 85, Kaliber .38 Special,[16] 5-schüssig
- Model 94, Kaliber .22 lfb, 8-schüssig
- Model 941, Kaliber .22 Winchester Magnum, 8-schüssig
- Model 992, Kaliber .22 lfB, 9-schüssig, mit Wechseltrommel für .22 Winchester Magnum